# Джепкин, Хайко
Хайко Джепкин (арм. Հայկո Ջեպկին, тур. Hayko Cepkin, родился 11 марта 1978 в Стамбуле) — турецкий рок-музыкант, композитор, клавишник и актёр армянского происхождения. Известен своими переходами от тяжёлой музыки к нежным мелодиям.

## Биография
Родился в 1978 году в армянской христианской семье. После окончания армянской средней школы «Гетронаган», Хайко обучался музыке в колледже в течение двух лет, а также брал уроки сольфеджио и гармонии. Проучившись в колледже ещё год, Хайко стал выступать с турецкими исполнителями: Огюн Санлысой, Айлин Аслым, Корай Джандемир (Kargo), Демир Демиркан. Прославившись как композитор, Хайко участвовал в записях альбомов перечисленных исполнителей.
В 2005 году Хайко создал группу, назвав её своим именем. Группа состояла из 4-х человек: Умут Тюре (гитара), Онур Шенгюль (бас-гитара), Мурат Джем Эргюл (ударные) и Хайко как вокалист.
В этом же году был выпущен первый диск. Многие песни, которые вошли на альбом, «Sakin Olmam Lazım», Хайко писал на протяжении своей жизни. В альбом вошли песни начиная от традиционных турецких и заканчивая тяжелым роком. Несколько песен были выпущены как синглы: «Yarası Saklı» (Скрытие раны), «Görmüyorsun» (Ты Не Видишь), «Fırtınam» (Моя Буря), «Son Kez» (Последний раз) и «Zaman Geçti» (Время ушло). Группа запомнилась своим особенным стилем и словами песен.
В июне 2007 года был выпущен 2-й альбом — «Tanışma Bitti». Популярными стали песни «Melekler» (Ангелы) и «Yalnız Kalsın» (Пусть Останется Один). Затем следовало выступление на ежегодном турецком рок-фестивале «Rock'n Coke Festival», записи с которого продаются по всей стране.
В марте 2010 Хайко выпустил свой третий альбом «Sandık», за несколько дней до выпуска альбома был снят клип на песню «Yol Gözümü Dağlıyor» (Дорога жжет мои глаза), затем на песни «Doymadınız» (Не Довольна) и «Balık Olsaydım» (Если Бы Я Был Рыбой) также были сняты клипы. После группа отправилось в турне по Германии.
13 ноября 2012 года состоялся релиз четвёртого альбома «Aşkın Izdırabını…»
29 января 2016 года вышел пятый альбом Джепкина «Beni Büyüten Şarkılar (Vol. 1)». Он состоит из каверов Хайко на песни музыкантов, повлиявших на него в юности.

## Состав группы
- Hayko Cepkin (Хайко Джепкин) — вокал, клавишные
- Sedat Oğuzsoy (Седат Оузсой) — бас-гитара
- Murat Cem Ergül (Мурат Джем Эргюл) — ударные

Бывшие участники
- Umut Türe (Умут Тюре) — гитара
- Onur Şengül (Онур Шенгюль) — бас-гитара
- Poyraz Kılıç (Пойраз Кылыч) — бас-гитара
- Özgür Özkan (Озгюр Озкан) — электрогитара

## Дискография
- 2005: «Sakin Olmam Lazım»
- 2007: «Tanışma Bitti»
- 2010: «Sandık»
- 2012: «Aşkın ızdırabını...»
- 2016: «Beni Büyüten Şarkılar (Vol. 1)»

## Фильмография
- 2005: «Balans ve Manevra» (тур. Баланс и маневр, в роли гитариста)
- 2008: «Çocuk» (тур. Ребенок, в роли Исфендияра)
- 2012: «Acayip Hikayeler»